# Kanton Tournan-en-Brie
Kanton Tournan-en-Brie is een voormalig kanton van het Franse departement Seine-et-Marne. Het kanton maakte deel uit van het arrondissement Melun.
 Het werd opgeheven bij decreet van 18 februari 2014 met uitwerking in maart 2015.

## Gemeenten
Het kanton Tournan-en-Brie omvatte de volgende gemeenten:
- Châtres
- Chaumes-en-Brie
- Courquetaine
- Favières
- Gretz-Armainvilliers
- Liverdy-en-Brie
- Ozouer-le-Voulgis
- Presles-en-Brie
- Tournan-en-Brie (hoofdplaats)